# Cephalodella arcuata
Cephalodella arcuata is een raderdiertjessoort uit de familie Notommatidae. De wetenschappelijke naam van deze soort is voor het eerst geldig gepubliceerd in 1937 door Wulfert.